# Santa Maria di Capo di Bove
Santa Maria di Capo di Bove ist eine abgegangene römisch-katholische Kirche in der oberitalienischen Stadt Mantua. Sie lag am Rande der Altstadt am Ufer des mittleren Mincio-Sees.

## Geschichte
Die Kirche war romanischen Ursprungs und befand sich in der Nähe der Porta di San Giorgio, am Eingang der Stadt für diejenigen, die aus dem Osten über die gleichnamige Brücke kamen. Sie wurde im Jahr 1395 von Francesco I. Gonzaga mit Genehmigung von Papst Bonifatius IX. abgerissen, um dem Bau des Castello di San Giorgio durch Bartolino da Novara Platz zu machen.

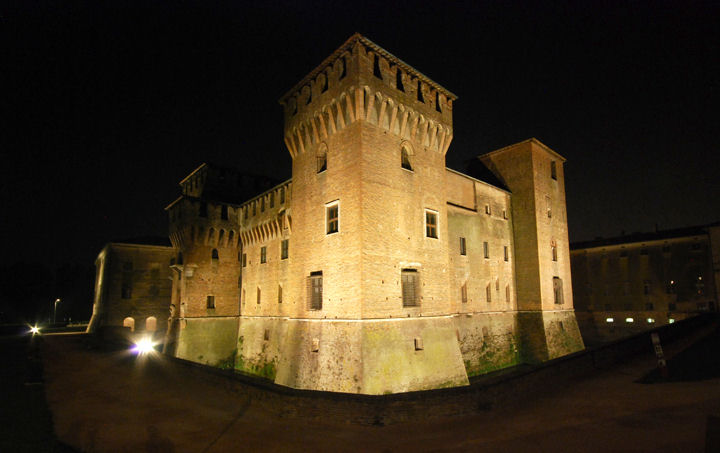
Mantua, Castello di San Giorgio, erbaut auf den Ruinen der Kirche Santa Maria di Capo di Bove

Sie war eine der neun Kirchen innerhalb der Altstadt, die die Piazza Sordello umfasste und sich bis zu den Mauern am Lago di Mezzo erstreckte:
- San Pietro, Kathedrale von Mantua, noch vorhanden;
- San Paolo, links von San Pietro, heute verschwunden;
- Sant’Agata, hinter San Pietro gelegen, existierte bis 1583 und wurde dann abgerissen;
- Santa Croce, auf der rechten Seite des Palazzo Ducale gelegen und im Jahr 1421 von Francesco I. Gonzaga abgerissen;
- Santa Maria di Capo di Bove, abgerissen;
- Santa Maria Mater Domini, im unteren Teil der Piazza Sordello gelegen, existierte bis 1402;
- Sant’Alessandro, im unteren Teil der Piazza Sordello gelegen, wurde 1587 abgerissen;
- San Damiano, im unteren Teil der Piazza Sordello, in der Nähe des Ochsengrabens, entsprechend der heutigen Via Accademia; heute verschwunden;
- Santa Trinità, die den Fossato dei Buoi (Ochsengraben) flankierte und sich in der Nähe des heutigen Palazzo dell’Accademia befand; heute verschwunden.